# Diagnòstic de laboratori d'infeccions víriques
Al laboratori de diagnòstic, les infeccions per virus es poden confirmar mitjançant multitud de mètodes. La virologia diagnòstica ha canviat ràpidament a causa de l'aparició de tècniques moleculars i de l'augment de la sensibilitat clínica dels assajos serològics.

## Mostres
Es poden utilitzar una àmplia varietat de mostres per a proves virològiques. El tipus de mostra enviada al laboratori sovint depèn del tipus d'infecció vírica que es diagnostica i de la prova necessària. La tècnica de mostreig adequada és essencial per evitar possibles errors preanalítics. Per exemple, cal recollir diferents tipus de mostres en tubs adequats per mantenir la integritat de la mostra i emmagatzemar-les a temperatures adequades (normalment a 4° C) per preservar el virus i evitar el creixement bacterià o fúngic. De vegades, també es poden obtenir mostres de diversos llocs.
Els tipus de mostres inclouen:
- Frotis nasofaringi, moc nasal per rinovirus[2]
- Sang, taques de sang seques
- Pell
- Esput i rentat bronquial
- Orina
- Semen
- Femta
- Líquid cefalorraquidi
- Teixits (biòpsies o post-mortem)

## Mètodes
- Mètodes basats en àcid nucleic
  - Reacció en cadena de la polimerasa
  - Seqüenciació
- Mètodes basats en microscòpia
  - Immunofluorescència o immunoperoxidasa
  - Microscòpia electrònica
- Detecció d'anticossos hostes
- Assaig d'hemaglutinació